# Katinka

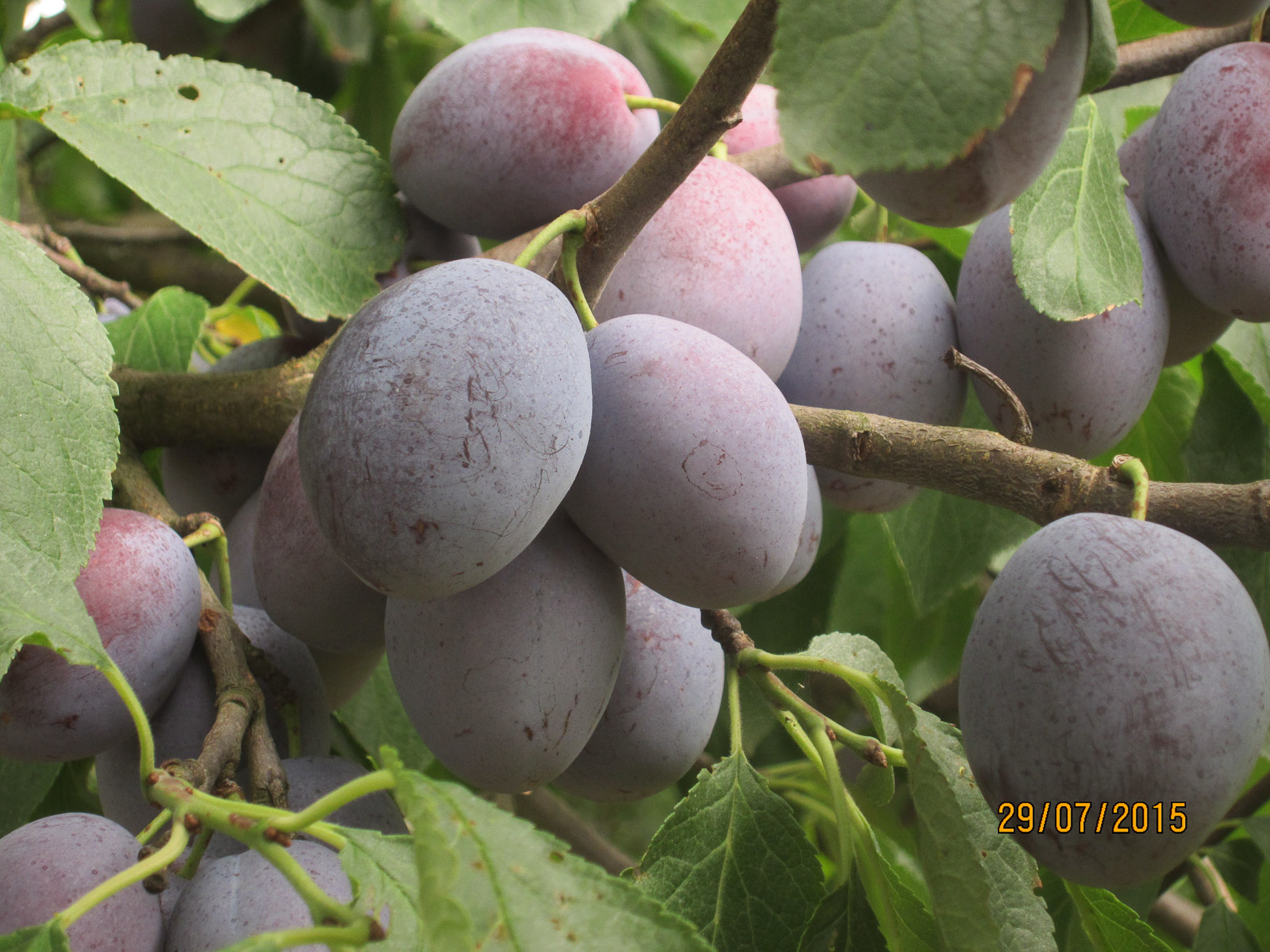
Odrůda Katinka

Katinka (Prunus domestica 'Katinka') je ovocný strom, kultivar druhu slivoň z čeledi růžovitých. Plody střední, s červenofialovou slupkou, ojíněné, vhodné pro konzum i na zpracování. Zraje koncem července. Pološvestka.

## Původ
Byla vypěstována v Německu, zkřížením odrůd 'Ortenauer' a 'Ruth Gerstetter'. 

## Vlastnosti
Růst střední. Plodnost pravidelná, vysoká, plodí brzy po výsadbě. Samosprašná odrůda. Zraje koncem července.

## Plod
Plod podlouhlý, malý až střední velikosti. Slupka modrofialová, ojíněná. Dužnina je zelenožlutá, chutná, obvykle jde dobře od pecky. 

## Choroby a škůdci
Tolerantní k šarce. Velmi odolná k mrazu.